# Associació Comarcal Urgell d'Ajuda al Minusvàlid
Associació Comarcal d'Urgell d'Ajuda al Minusvàlid (ACUDAM) és una associació fundada el 1975, quan un grup de persones sensibles a la realitat i a les necessitats dels discapacitats psíquics van decidir constituir una associació privada, sense ànim de lucre i d'abast comarcal, que apostà pel treball com a mitjà de participació social i normalitzador en la vida d'aquestes persones. Ha signat convenis per a la normalització lingüística i amb empreses per a les quals treballa en sectors com l'agrícola, ferreteria decoració, etc. Disposa de la seva pròpia pàgina web i pertany a la Federació Catalana de Persones amb Retard Mental. La presidenta és Teresa Santesmases, i el gerent, Josep Ramon Pijoan.
El 2003 va rebre la Creu de Sant Jordi «per la tasca que desenvolupa en el camp de l'atenció, la formació i la integració laboral i social dels discapacitats psíquics. La seva actuació, que abasta totes les poblacions de la comarca del Pla d'Urgell i algunes de l'Urgell i de les Garrigues, constitueix un exemple de servei i l'expressió solidària dels millors valors humans».